# Earias decarneata
Earias decarneata är en fjärilsart som beskrevs av Embrik Strand 1917. Earias decarneata ingår i släktet Earias och familjen trågspinnare. Inga underarter finns listade i Catalogue of Life.